# Apédémak
Apédémak (ou Apademak) est une divinité nubienne à tête de lion associée aux symboles de la guerre, de la victoire mais aussi de la fertilité. Son culte culmina durant l'époque méroïtique.
Les Romains assimilèrent Apédémak au dieu-lion égyptien Mahès.

## Symboles et culte
Il est représenté sous les traits d'un homme à tête de lion, connu également sous une forme à trois têtes et quatre bras ou encore un buste de lion sur le corps sinueux d'un serpent jaillissant d'un lotus. À l'instar des principaux dieux guerriers, Apédémak porte un corselet constitué d'écailles métalliques à vocation défensive. Il est parfois représenté à dos d'éléphant.
Son principal attribut est la triple couronne posée sur une encorne de béliers que protègent deux uraei. Un arc et des flèches rappellent sa nature guerrière. Il lui arrive aussi de tenir captifs des prisonniers de guerre. Enfin, Apédémak tient souvent en main un sistre coiffé de sa tête couronnée.
Les éléphants et le bétail étaient au centre du culte d'Apédémak, à Musawwarat es-Sofra, au nord de la sixième cataracte, où les éléphants revêtaient une signification militaire et religieuse.
Apédémak pourrait ne faire qu'un avec une divinité solaire symbolisant la guerre, la fécondité et l'abondance, et dont l'image est encore visible à Gebel Geili.
Son animal sacré est le lion. Son élément le feu, sa couleur le rouge.
On est mal renseigné sur les fêtes données en son honneur. Sans doute étaient-elles d'ordre militaire.
Ses lieux de cultes se rencontrent essentiellement en Haute-Nubie, à Nagada, Oudi ben Nagâ et à Musawwarat es-Sofra (Moussaourât).